# Shinobu Ikeda
Shinobu Ikeda, född 5 januari 1962 i Shizuoka prefektur, Japan, är en japansk tidigare fotbollsspelare.